# Marta Sánchez Hernández
Marta Sánchez Hernández (1995) es una deportista española que compite en triatlón. Ganó una medalla de plata en el Campeonato Europeo de Triatlón de Media Distancia de 2024.

## Palmarés internacional
| Campeonato Europeo | Campeonato Europeo | Campeonato Europeo | Campeonato Europeo |
| Año                | Lugar              | Medalla            | Prueba             |
| ------------------ | ------------------ | ------------------ | ------------------ |
| 2024               | Coímbra (Portugal) | Medalla de plata   | Individual         |